# Sultanpur Lodhi
Sultanpur Lodhi é uma cidade  no distrito de Kapurthala, no estado indiano de Punjab.

## Demografia
Segundo o censo de 2001, Sultanpur Lodhi tinha uma população de 15,653 habitantes. Os indivíduos do sexo masculino constituem 54% da população e os do sexo feminino 46%. Sultanpur Lodhi tem uma taxa de literacia de 71%, superior à média nacional de 59.5%: a literacia no sexo masculino é de 73% e no sexo feminino é de 68%. Em Sultanpur Lodhi, 11% da população está abaixo dos 6 anos de idade.